# Piaski (gmina, Grande-Pologne)
Pour les articles homonymes, voir Piaski.
Piaski est une gmina rurale du powiat de Gostyń, Grande-Pologne, dans le centre-ouest de la Pologne. Son siège est le village de Piaski, qui se situe environ 5 km à l'est de Gostyń et 59 km au sud de la capitale régionale Poznań.
La gmina couvre une superficie de 100,7 km2 pour une population de 8 293 habitants en 2009.

## Géographie

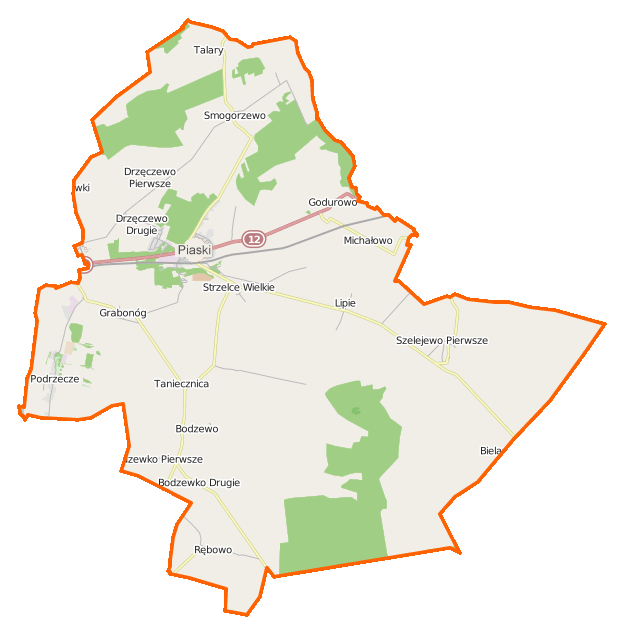
Plan de la gmina.

La gmina inclut les villages de :
- Bodzewko Drugie
- Bodzewko Pierwsze
- Bodzewo
- Drogoszewo
- Drzęczewo Drugie
- Drzęczewo Pierwsze
- Głogówko
- Godurowo
- Grabonóg
- Józefowo
- Lipie
- Łódź
- Michałowo
- Piaski
- Podrzecze
- Rębowo
- Smogorzewo
- Strzelce Małe
- Strzelce Wielkie
- Szelejewo Drugie
- Szelejewo Pierwsze

### Gminy voisines
La gmina de Piaski est bordée des gminy de :
- Borek Wielkopolski
- Dolsk
- Gostyń
- Krobia
- Pępowo
- Pogorzela